# Aphanarthrum
Aphanarthrum är ett släkte av skalbaggar. Aphanarthrum ingår i familjen vivlar.

## Dottertaxa tillAphanarthrum, i alfabetisk ordning[1]
- Aphanarthrum aeonii
- Aphanarthrum affine
- Aphanarthrum alluaudi
- Aphanarthrum armatum
- Aphanarthrum bicinctum
- Aphanarthrum bicolor
- Aphanarthrum canariense
- Aphanarthrum canescens
- Aphanarthrum concolor
- Aphanarthrum duongi
- Aphanarthrum elongatum
- Aphanarthrum euphorbiae
- Aphanarthrum glabrum
- Aphanarthrum goniomma
- Aphanarthrum hesperidum
- Aphanarthrum indicum
- Aphanarthrum jubae
- Aphanarthrum laticollis
- Aphanarthrum longipes
- Aphanarthrum luridus
- Aphanarthrum mairei
- Aphanarthrum monodi
- Aphanarthrum neglectum
- Aphanarthrum nudum
- Aphanarthrum obsitum
- Aphanarthrum orientalis
- Aphanarthrum piscatorium
- Aphanarthrum polyspiniger
- Aphanarthrum pusillum
- Aphanarthrum pygmaeum
- Aphanarthrum reticulatum
- Aphanarthrum royaleanum
- Aphanarthrum saturatum
- Aphanarthrum simplex
- Aphanarthrum subglabrum
- Aphanarthrum suturatum
- Aphanarthrum tuberculatum
- Aphanarthrum vestitum
- Aphanarthrum wollastoni